# Rhiconich-Terran
Das Rhiconich-Terran ist ein Kleinterran des Hebriden-Terrans im äußersten Nordwesten Schottlands. Die Alter seiner  Gesteine reichen bis maximal 2840 Millionen Jahre ins Mesoarchaikum zurück.

## Etymologie

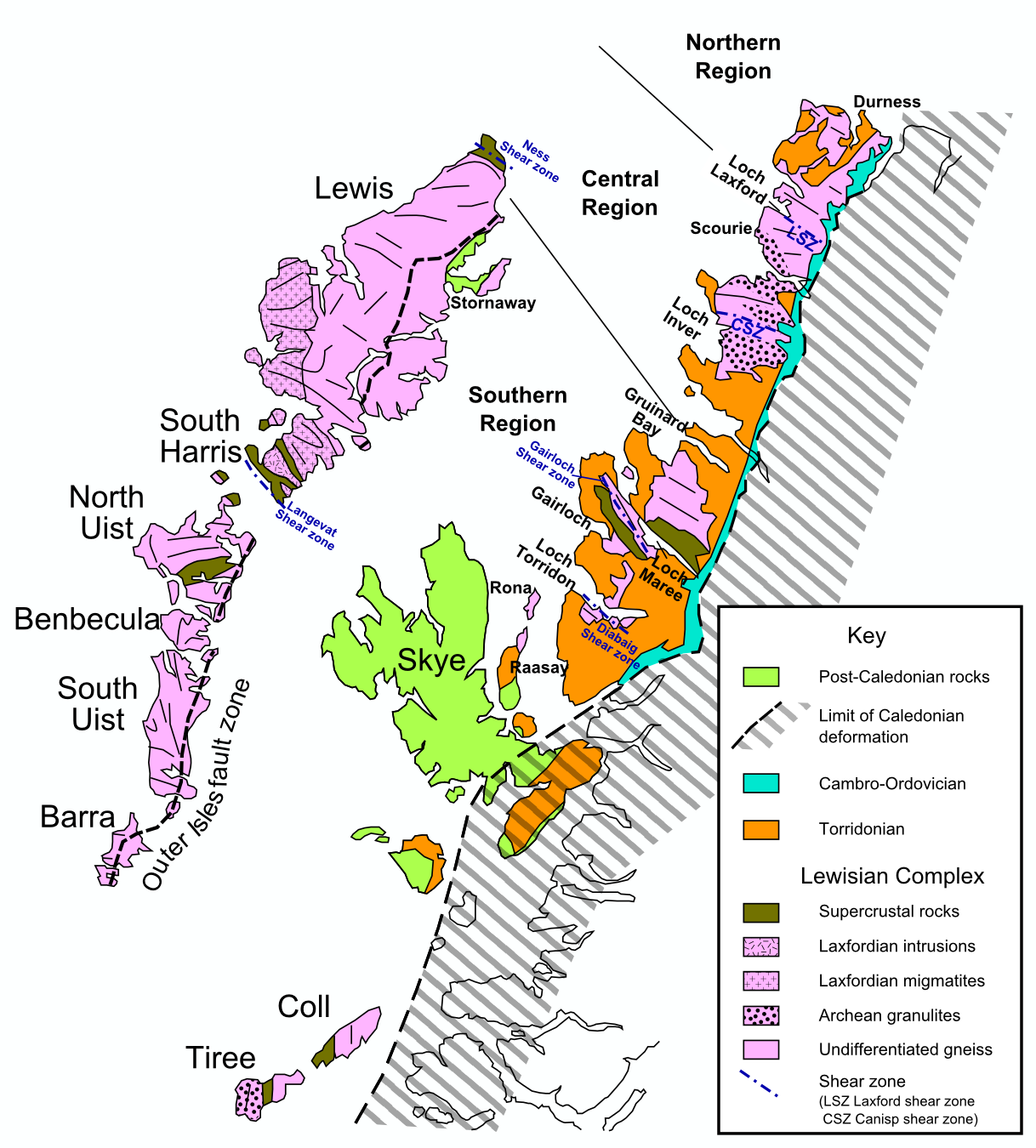
Geologische Karte des Hebriden-Terrans, das Rhiconich-Terran bildet die Nordspitze des Festlandes (Northern Region)

Das Terran ist nach der Ortschaft Rhiconich (18 Kilometer südwestlich von Durness) in Sutherland benannt. Rhiconich ist vom Schottisch-Gälischen An Ruigh Còinnich abgeleitet. Das Substantiv ruigh bedeutet Hang, Abghang, Neigung. Còinnich bezieht sich auf Moos. Somit ergibt sich für Rhiconich die Bedeutung der moosige Abhang. Terran geht seinerseits auf das Lateinische terra mit der Bedeutung Erde, Boden, Land, Region, Gebiet zurück.

## Geographische Ausbreitung
Das Rhiconich-Terran, oft auch als Northern Region bezeichnet, grenzt im Norden und Nordwesten an den Atlantik. Im Südwesten wird es durch die Laxford-Scherzone vom anschließenden Assynt-Terran abgetrennt. Auf seiner Ostseite wird es von der Sole Thrust der Moine Thrust Zone begrenzt. Hier überschiebt die Moine Supergroup das Grundgebirge des Lewisians mit seinen diskordant auflagernden kambrischen und ordovizischen Sedimenten. Die maximale Nordnordost-Südsüdwest-Längserstreckung des Kleinterrans beträgt rund 30 Kilometer, in seiner Breite misst es maximal 22 Kilometer.

## Einführung
Das Rhiconich-Terran ist der nördlichste Abschnitt des Lewisians (engl. Lewisian Gneiss Complex oder abgekürzt LGC) im Nordwesten Schottlands. Es fundiert auf neoarchaischer Kruste, die im Verlauf der Entstehung des Superkontinents Nuna während des Paläoproterozoikums mehrfach wiederaufgearbeitet wurde. In den meisten paläogeographischen Rekonstruktionen platziert sich das Lewisian zwischen den beiden Krustenblöcken Rae (Nordgrönland) einerseits und Nordatlantikkraton andererseits. Auch bildet es Teil der Orogengürtel Lappland-Kola (entferntes östliches Ende) und Nagssugtoqidian (näherliegender Westflügel). Wie auch andere Krustenabschnitte des Archaikums mit aufgeschlossener Unterkruste, so wird auch das Lewisian von Graugneisen (überwiegend Orthogneise) dominiert, deren magmatische Protolithen zum TTG-Komplex aus Tonaliten, Trondhjemiten und Granodioriten zu rechnen sind. Aufgrund mehrerer hintereinander folgender tektonometamorpher Ereignisse sind in den Gneisen verschiedene Phasen von Magmatismus, Verformungen und Metamorphosen festgehalten. Die lewisischen Gneise des schottischen Festlandes zeigen eine Dreiergliederung mit einem granulitfaziellen Zentralbereich und einem amphibolitfaziellen Nord- und Südbereich. Die Abtrennung der einzelnen Bereiche voneinander erfolgt durch Scherzonen, die die gesamte Kruste durchschneiden.

## Geologischer Aufbau

### Inchard-Gneise
Die ältesten Gesteine des Rhiconich-Terrans sind 2840 bis 2800 Millionen Jahre alte Gneise – die Inchard-Gneise. Diese typischen, aus ehemaligen Granitoiden hervorgegangenen TTG-Gesteine bilden den Hauptbestandteil des Terrans. Untergeordnet erscheinen auch Gneise dioritischer Zusammensetzung, die mit 2680 Millionen Jahren etwas jünger sind.

### Scourie dykes

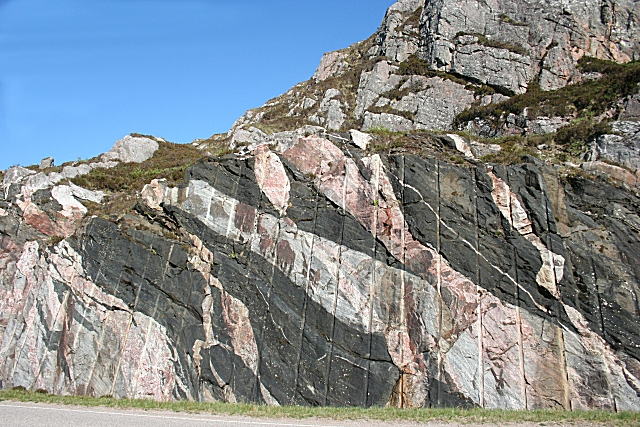
Jetzt als Amphibolitschiefer vorliegende Scourie dykes durchschneiden Graugneise. Beide Einheiten wurden während des Laxfordians tektonisiert und später von Granitadern durchsetzt. Straßenaufschluss an der A 838 nördlich von Laxford Bridge am Südrand des Rhiconich-Terrans.

Im Zeitraum 2418 bis 2375 Millionen Jahren geriet das Rhiconich-Terran unter Dehnung und es drangen mafische Gänge in die Gneise ein – die Scourie dykes. Dies steht im Zusammenhang mit dem Aufbrechen eines spätarchaischen Superkontinents, der sich zwischen 2600 und 2500 Millionen Jahren gebildet hatte. Für die Krustendehnung wird gewöhnlich der Zeitraum 2400 bis 2000 Millionen Jahre angegeben, an deren Ende sogar noch eine zweite Generation von Scourie dykes zwischen 2000 und 1900 Millionen Jahren eindrang. Insgesamt stellt die Episode der Scourie dykes eine sehr gute relative Zeitmarkierung für die Gneise dar (in vor-Scourie und nach-Scourie).

### Rubha-Ruadh-Granite
Die Gneise wurden sodann um 1855 Millionen Jahren von Graniten intrudiert – den Rubha-Ruadh-Graniten. Die Rubha-Ruadh-Granite sind weit verbreitet auftretende, rosafarbene magmatische Schichtkörper, die aus Granit-Pegmatit-Lagen zusammengesetzt sind. Die Granite sind auf das Rhiconnich-Terran beschränkt. Sie durchschlagen amphibolitfazielle Gefügestrukturen und auch metamorphosierte mafische Gänge. Ihr Alter liegt bei 1855 Millionen Jahren und sind daher dem Paläoproterozoikum (Orosirium) zuzuordnen.

### Suprakrustale Gesteine
Bei den suprakrustalen Gesteinen handelt es sich um mafische und metasedimentäre Einschlüsse innerhalb der TTG-Gneise. Hierzu gehören auch Quarzite und Amphibolite unbekannten Alters.

### Torridonian Supergroup

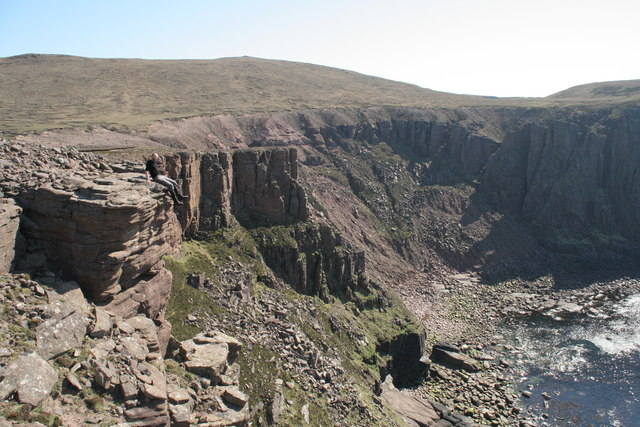
Küstenabbruch mit dem Cape-Wrath-Sandstone-Member, etwa 2 Kilometer südlich vom Cape Wrath. Gut zu erkennen die Schuttauflage (engl. drift) der letzten Kaltzeit.

Zwischen dem Cape Wrath und dem Loch Inchard liegen Gesteine der Torridonian Supergroup – vor allem die Applecross-Formation mit dem Cape-Wrath-Sandstone-Member – diskordant auf den Gneisen des Grundgebirges. Ihre Mächtigkeit erreicht 450 Meter. Im Gegensatz zum Assynt-Terran im Süden liegen die Konglomerate und Sandsteine des Cape-Wrath-Sandstone-Members auf plan eingeebnetem Lewisian. Dazwischen schaltet sich noch ein Paläoboden, der gewöhnlich 1 bis 3 Meter dick ist und stellenweise bis an die 6 Meter mächtig werden kann. Wie paläomagnetische Untersuchungen zeigen, hatte sich der Paläoboden kurz vor Einsetzen der Applecross-Sedimentation gebildet. Im Assynt-Terran besitzt das Lewisian jedoch ein starkes Paläorelief, das bis zu 600 Meter an Denivellation aufweisen kann.
Über die Applecross-Formation legen sich sodann diskordant die Quarzite des Kambriums. Diese werden dann ihrerseits am Ostrand des Kleinterrans von der Basisüberschiebung der Moine Thrust überfahren und beispielsweise am Foinaven und am Arkle teils auf sehr komplizierte Weise auch in die Decke inkorporiert.

## Geodynamik

### Badcallian
Im Süden des Rhiconich-Terrans nördlich der Laxford Shear Zone zeigen die TTG-Gneise eine flachliegende Foliation, die Nordnordost streicht und leicht nach Südosten (mit bis zu 35°) einfällt. Hornblende-führende und amphibolitische Linsen sind gestreckt und regeln sich parallel zur Foliation ein. Die räumliche Lage der Foliation ähnelt den Gegebenheiten im Assynt-Terran – nur dass im Rhiconich-Terran granulitfazielle Mineralgesellschaften fehlen. Möglicherweise handelt es sich hier um ein strukturelles Überbleibsel des Badcallian-Ereignisses (für das Badcallian wird gewöhnlich der Zeitraum 2800 bis 2700 Millionen Jahre angegeben, Nigel Woodcock und Rob Strachan fanden auch ein Blei/Blei-Alter an Monazit von 2760 Millionen Jahren), so wie es auch im Assynt-Terran angetroffen wird. Zirkonalter um 2700 Millionen Jahre verweisen auf diese Möglichkeit, obwohl bei diesen Zirkonen eigentlich alles für deren magmatische Entstehung spricht. Es kann sich aber genauso gut um eine eigenständige, vom Badcallian des Assynt-Terrans unabhängige Foliation handeln, welche sich noch vor dem Laxfordian gebildet hatte.

### Inverian
Mag das Badcallian als fraglich erscheinen, so hat sich das Inverian mit ziemlicher Sicherheit auf das Rhiconich-Terran ausgewirkt.
Zwischen Rhiconich und Kinlochbervie kann in den TTG-Gneisen ein Faltenbau beobachtet werden, dessen Faltenachsenebenen nach Westnordwesten streichen und moderat nach Südwest- und Nordost einfallen. Diese Strukturierung wird seinerseits von einem asymmetrischen, offenen Faltenbau überprägt. Das Faltengefüge wird ferner von unregelmäßigen pegmatitischen Schichtkörpern und Adern durchzogen. Die Pegmatite sind nicht verformt, grobkörnig und reich an Alkalifeldspat. Sie durchschneiden auch foliierte Amphibolite, die als verformte Scourie dykes anzusprechen sind. Das Faltengefüge kann durchaus als zum Inverian gehörig angesehen werden. Die granitischen Pegmatit-Schichtkörper sind jedoch zum späten Laxfordian zu rechnen.

### Laxfordian

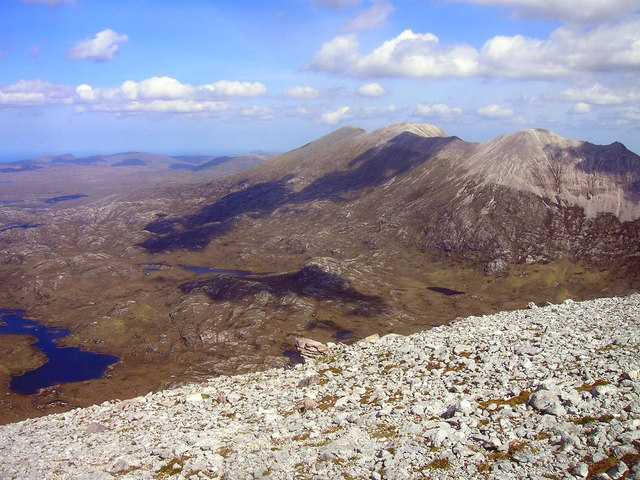
Blick vom Arkle nach Norden zum Foinaven, dem höchsten Berg am Ostrand des Rhiconich-Terrans, und zu den Hügeln am Cape Wrath. Schön zu erkennen die Diskordanz der basalen kambrischen Quarzite über die Grundgebirgsgneise. Die Moine Thrust erscheint dann unmittelbar rechts des Bildrandes.

Gegen 1740 Millionen Jahre im Statherium wurde das gesamte Rhiconich-Terran von einer amphibolitfaziellen Regionalmetamorphose überprägt – dem Laxfordian.
Die vom Laxfordian verursachten Deformationen griffen auf sämtliche älteren Gesteine über. So wurden beispielsweise die etwas mehr als 100 Millionen Jahre älteren Rubha-Ruadh-Granite ptygmatisch verfaltet und boudiniert. Das Alter von 1740 Millionen Jahren für dieses Ereignis beruht auf neugebildetem Sphen, der parallel zum entstehenden amphibolitischen Gefüge wuchs. Argon/Argon-Abkühlungsalter an Hornblende erbrachten 1705 Millionen Jahre. Das Laxfordian manifestiert sich auch im Assynt-Terran. Es wird daher angenommen, dass beide Terrane als Resultat der Scherbewegungen an der Laxford Shear Zone zu diesem Zeitpunkt (oder möglicherweise auch etwas früher) verschweißt wurden.
Die kinematischen Auswirkungen auf das Rhiconich-Terran waren bedeutend. Es entstand ein durchgehender, relativ flach liegender, Nord-vergenter Faltenbau, der im Strath-Dionard-Antiklinorium kulminiert. Die Scourie dykes wurden in die Foliation hineinrotiert, verfaltet (ihr Faltenbau zeigt ebenfalls Nordvergenz), ausgelängt, zerschert und boudiniert. Migmatitvorkommen und vereinzelte Granitadern deuten auf Anatexis. Nach Durchqueren der Rubha-Ruadh-Ganitzone nach Süden versteilt sich der Faltenbau im Kontaktbereich mit dem Assynt-Terran.
Als Erklärung der tektonischen Strukturen wird ein schräges, transpressives Andocken der granulitfaziellen Gneise des Assynt-Terrans von Südsüdost angenommen.

### Somerledian
Eine weitere metamorphe Überprägung erfolgte um zirka 1670 Millionen Jahren – das Somerledian. Dieses Alter findet sich in den Uran/Blei-Altern einer späteren Generation von Sphen und Rutil. Das Somerledian beeinträchtigte neben dem Rhiconich- das Assynt-Terran und wurde auch auf den Äußeren Hebriden registriert. Es ist somit das erste tektonometamorphe Ereignis, das gleichzeitig auf dem Festland und auf den vorgelagerten Inseln zur Geltung kam.

## Alter

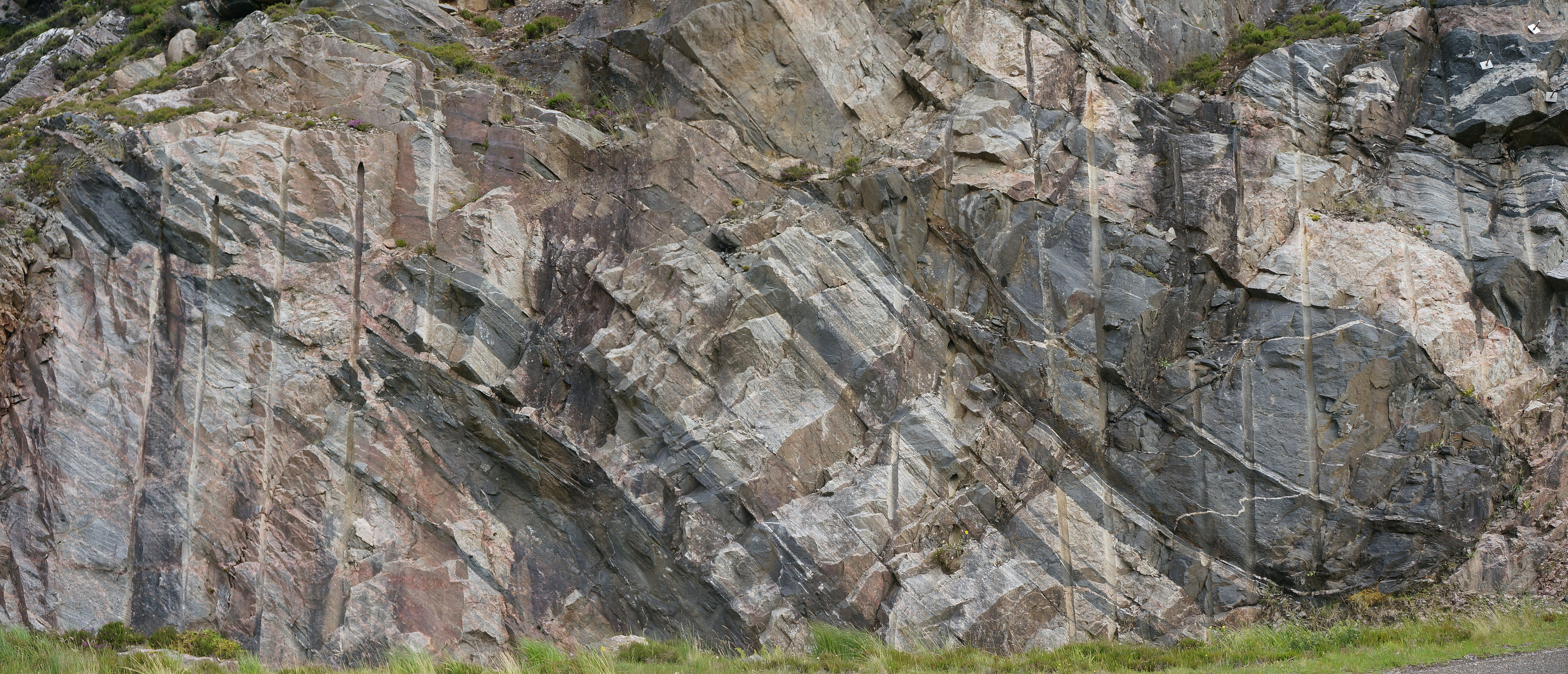
Inchard-Gneise des Lewisians bei Rhiconich

Eine Datierung an Zirkonrändern mittels LA-ICP-MS (Laserablation) und Uran/Blei-Methode ergab für die Gneise des Rhiconnich-Terrans folgendes Ergebnis: die ältesten Proben gehen bis kurz vor 2800 Millionen Jahren zurück. Dann folgt ein Peak bei 2700 Millionen Jahren, der wahrscheinlich mit dem Badcallian korrespondiert (mit Einzelanalysen von 2712 ± 14 und 2701 ± 13 Millionen Jahren). Der Hauptpeak liegt bei 2550 Millionen Jahren und ist dem Metamorphoseereignis des Inverians (mit Einzeldaten 2588 ± 12, 2560 ± 13, 2550 ± 8 und 2522 ± 12 Millionen Jahren) zuzuschreiben. Nach längerer Ruhe setzen dann Zirkonalter erneut bei 2100 Millionen Jahren ein, welche ihren Peak kurz vor 1800 Millionen Jahren erreichen (mit Einzeldaten 1958 ± 29, 1878 ± 14, 1809 ± 25 und 1805 ± 12 Millionen Jahren). Dies entspricht dem Laxfordian. Die letzten wenigen Zirkone datieren sodann bei 1700 Millionen Jahren.

## Zusammenschau

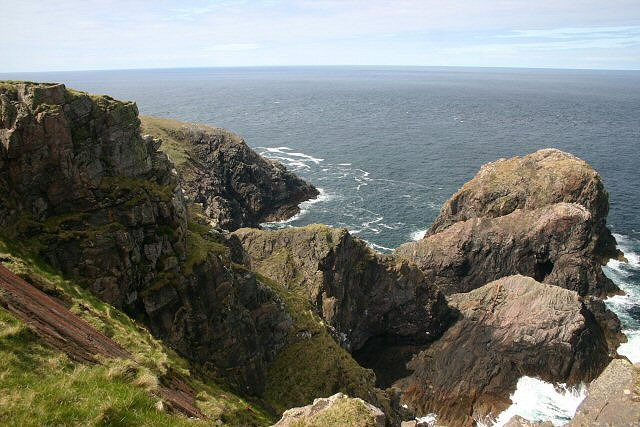
Das Cape Wrath wird von Gneisen des Rhiconnich-Terrans aufgebaut

Das Rhiconich-Terran zeichnet während des Laxfordians die Endstadien transpressiver Deformation auf. Die Metamorphosebedingungen waren hierbei sehr hoch und erreichten zwischen 1780 und 1750 Millionen Jahren einen Druck von 0,6 bis 0,75 Gigapascal und Temperaturen von 730 bis 760 °C. Mit den physikalischen Parametern geht ein durchdringendes, Nordwest-Südost-streichendes Gefüge einher. Dieses spiegelt Nordwest-gerichtete, rechtsverschiebende Scherung wider, welche sich unter Nordnordost-gerichteter Druckspannung aufbaute. Es wird vermutet, dass im Zuge des Heranwachsens des Superkontinents Nuna die Gneise des Lewisians, die als östliche Verlängerung des mobilen Nagssugtoqidian-Gürtels betrachtet werden, zwischen Baltica und dem Nordatlantikkraton eingequetscht wurden. Der Nagssugtoqidian-Gürtel war aus der Kollision zwischen dem Rae-Kraton im Norden und dem Nordatlantikkraton im Süden hervorgegangen, nachdem zwischen 2000 und 1900 Millionen Jahren der Rae-Kraton unter den Nordatlantikkraton subduzierte.